# Оди, Николь
Николь Кэтрин Оди (англ. Nicole Katherine Ohlde; родилась 13 марта 1982 года, Клей-Сентер, штат Канзас, США) — американская профессиональная баскетболистка, выступала в женской национальной баскетбольной ассоциации. Была выбрана на драфте ВНБА 2004 года в первом раунде под общим шестым номером клубом «Миннесота Линкс». Играла на позиции тяжёлого форварда и центровой.

## Ранние годы
Николь родилась 13 марта 1982 года в небольшом городке Клей-Сентер (штат Канзас) в семье Стэна и Марлен Оди, у неё есть два брата, Бретт и Клейтон, а училась там же в Общественной средней школе, в которой играла за местную баскетбольную команду.